# Johnny Hart
Johnny Hart (Endicott, New York, 18 februari 1931 – Nineveh, New York, 7 april 2007), geboren John Lewis Hart, was een Amerikaans striptekenaar en -schrijver. Hij verwierf bekendheid als de co-auteur van de populaire series B.C. (in Nederland verschenen als krantenstrip onder de naam Oerm) en The Wizard of Id (in Nederland in de Volkskrant uitgebracht onder de naam De tovenaar van Fop). Zijn werk werd diverse malen bekroond. Het werk in de laatste jaren droeg vaak een christelijke boodschap uit en was daarom meer dan eens controversieel.

## Biografie
Hart werd geboren in Endicott, een dorp in de Amerikaanse staat New York. De eerste strip van Hart werd gepubliceerd in 1953 in de Stars and Stripes, een krant voor in het buitenland gelegerde Amerikaanse soldaten. Hij diende in Korea bij de luchtmacht. Meer verhalen volgden in weekbladen als The Saturday Evening Post en Collier's Weekly. In 1957 bedacht hij in samenwerking met Brant Parker de holbewoners die B.C. zouden bevolken. De strip debuteerde op 17 februari 1958 in een landelijk dagblad. The Wizard of Id, ook een coproductie met Parker, verscheen voor het eerst op 17 november 1964.
Op 7 april 2007 stierf Hart aan een beroerte. Volgens zijn vrouw zat hij op dat moment te werken aan zijn tekentafel. Brant Parker overleed acht dagen later, op 15 april.